# Bernhard Schmid (organista)
Bernhard Schmid (1535 – 1592) è stato un organista e compositore tedesco.
Schmid trascorse la sua gioventù a Strasburgo, dove era l'organista della Thomaskirche e, dal 1564, alla cattedrale. Il suo libro sulla musica dell'organo, pubblicato nel 1577, contiene balli e musiche eseguibili con tale strumento. Il suo libro servì da ispirazione a molti compositori olandesi. Suo figlio, anch'egli chiamato Bernhard Schmid, pubblicò nel 1607 un libro contenente molte musiche italiane.